# Святая Вероника
О католической святой см. Вероника Джулиани
О католической блаженной см. Вероника из Бинаско

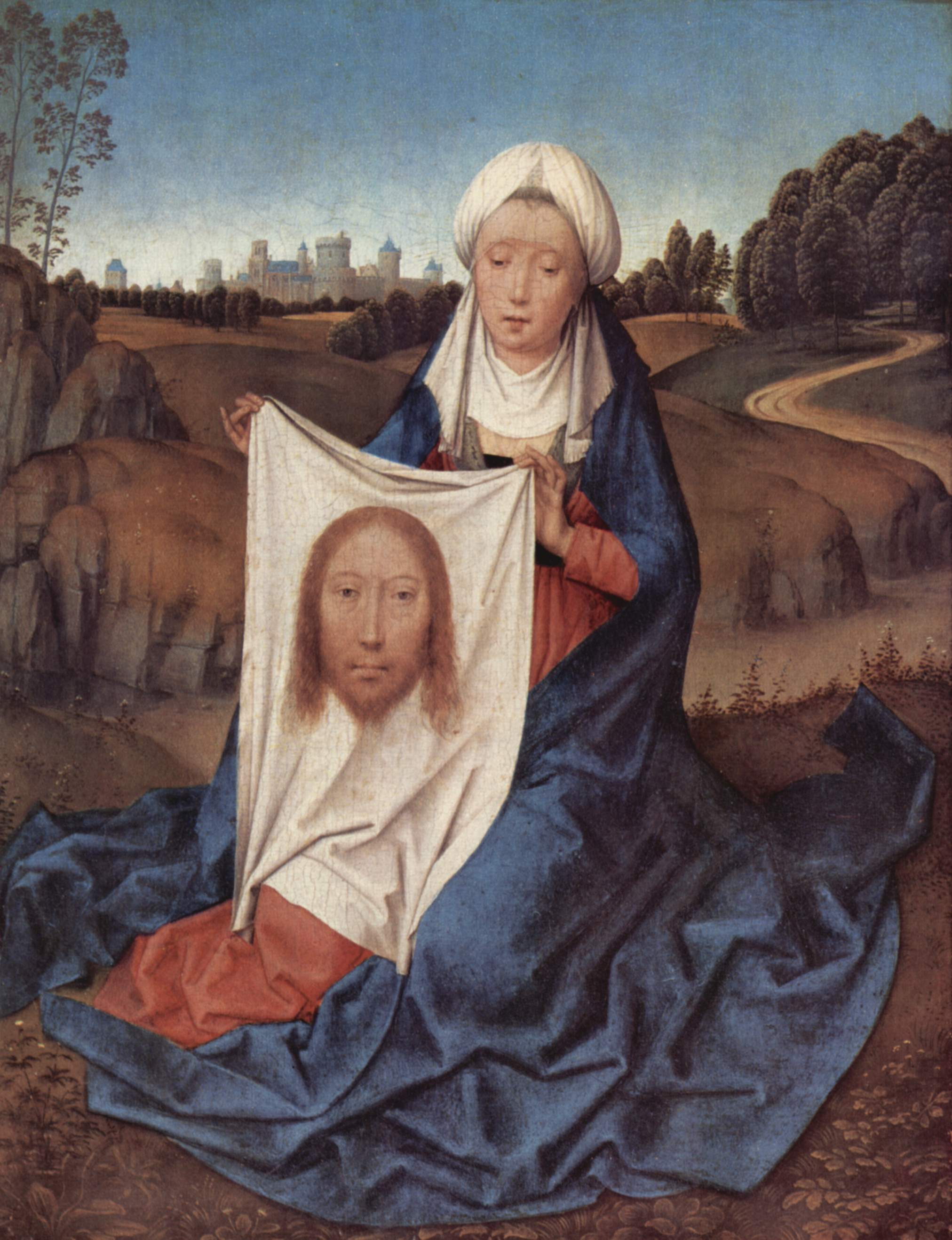
Ханс Мемлинг. Святая Вероника. Около 1470 года.

Свята́я Верони́ка — христианская святая I века. В католической традиции Вероника является женщиной, которая, согласно средневековому преданию, отерла своим платом лицо Иисуса Христа во время Крестного пути на Голгофу. В православии под именем Вероника почитается женщина, которая, согласно Евангелию, исцелилась, прикоснувшись к одеждам Иисуса Христа.
В Православной церкви (Элладская, Сербская, Православная церковь в Америке) память Вероники отмечена 12 (25) июля. В месяцеслове Русской Православной Церкви нет упоминания о святой Веронике. В Католической церкви память Вероники отмечалась 4 февраля, но отсутствует в современном Римском мартирологе.

## Церковная традиция и предания
Впервые рассказ о святой Веронике появляется в апокрифических Актах Пилата, относящихся к III или IV веку, где она была той кровоточивой женщиной, которая получила исцеление от прикосновения к краю одежд Христа (Мф. 9:20-22, Мк. 5:24-34, Лк. 8:43-48). Согласно историку Евсевию Кесарийскому, она жила в городе Панеаде и в благодарность за исцеление сделала статую Иисуса Христа, которую поставила перед своим домом. Эта статуя была уничтожена по приказу Юлиана Отступника. Согласно житию, оставшиеся годы святая Вероника провела в святости и богоугодных делах, скончавшись в мире.
Один из апокрифов (датируется примерно IV веком) «Смерть Пилата» изображает Понтия Пилата соучастником в казни Христа, где его обличает некая Вероника, а за смерть Христа мстит римский император Тиберий. Согласно этому апокрифу, Вероника исцелила императора Тиберия с помощью холста, который Иисус Христос приложил к Своему лику и на котором запечатлелся Его образ.

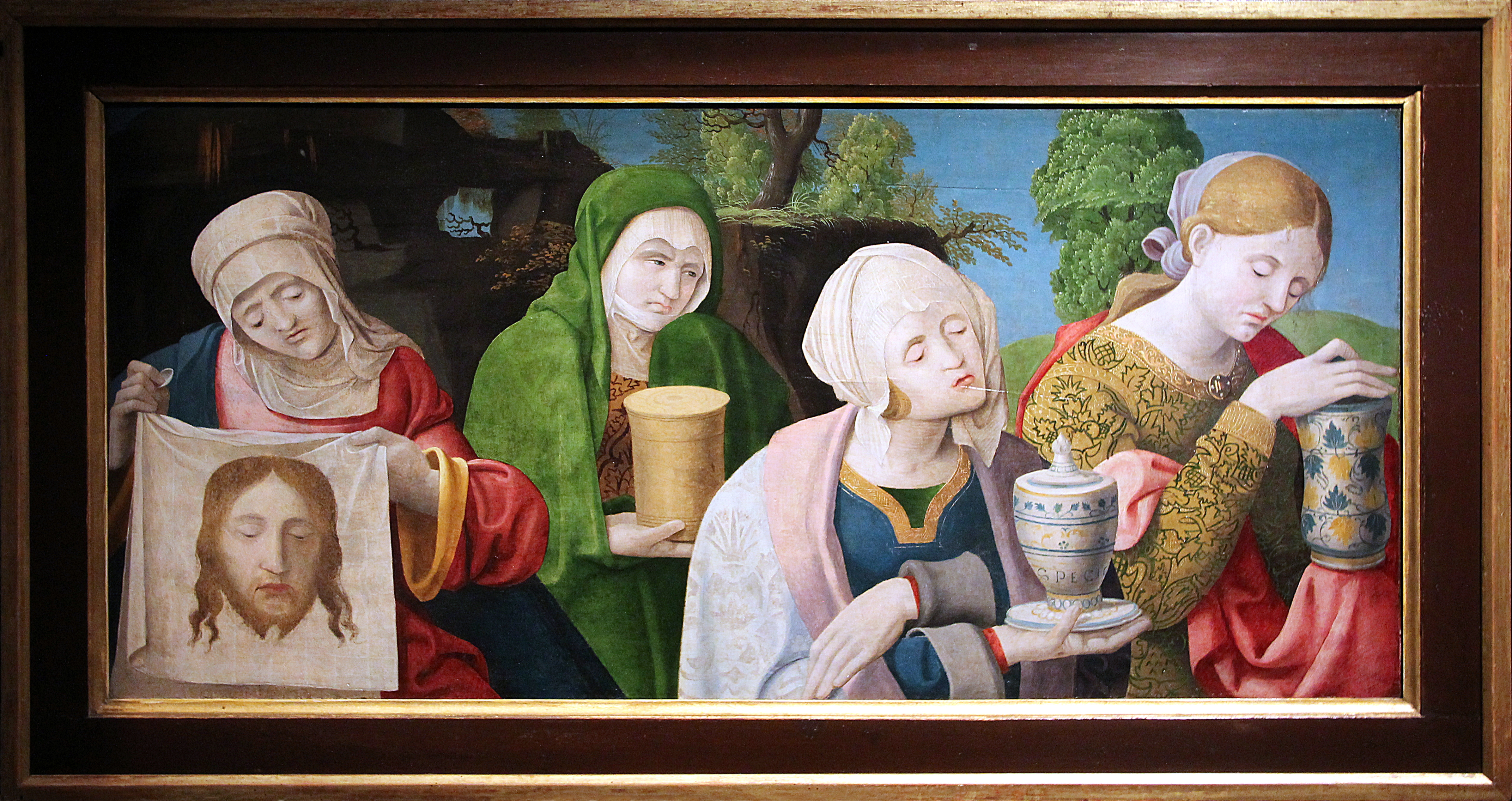
Святая Вероника в окружении святых. Приписывается Грегуару Герару. Около 1530 года.

История о Веронике как о женщине, которая вытерла своим платом лицо Иисуса Христа во время Его шествия на Голгофу, появилась не ранее XII—XIII веков в католической традиции, вероятнее всего, во францисканской среде.
По этому преданию, на ткани осталось «истинное изображение» (лат. icona vera) лица Иисуса. Это изображение называют Платом Вероники. Предполагают, что от этого латинского названия и произошло имя Вероника. При устройстве мраморного кивория в базилике Святого Петра (1197) было свидетельство почитания плата Вероники. Известна также «вуаль Вероники» — «Лик из Манопелло». О. О. Козарезова отмечает, что icona vera служила указанием на догмат об истинности икон (иконопочитание), так как об этом свидетельствует изображение лика Христа, чудесным образом отпечатлевшееся на ткани.
Согласно Гервасию из Тилбери (около 1210 года), Вероника отождествляется с Марфой, сестрой Лазаря. В другой средневековой легенде Вероника названа женой мытаря Закхея и повествуется о проповеди ими Евангелия в Центральной Галлии.
Средневековые легенды представляют также вариант с Вероникой-принцессой, ведущей переписку с Иродом.

## Культурное влияние
Немецкий ботаник Леонарт Фукс (1501—1566) назвал в 1542 году в честь святой Вероники род растений Veronica.
В цикле «Легенды о Христе» (1904) Сельмы Лагерлёф кульминационное место занимает легенда «Плат святой Вероники», где автор объединяет несколько сюжетов из разных христианских источников, относимых к легенде о Веронике, в единую историю об одном персонаже, подающем платок Иисусу во время несения креста. Здесь Вероника по сюжету является кормилицей римского императора Тиберия, который, заболев проказой, послал её за пророком из Назарета, исцелившим прокаженного. Кормилица увидела шествие с преступником, осуждённым на распятие. Когда преступник упал, она сжалилась над ним и отёрла его слёзы и кровь своим платком. Кормилица получила имя Вероника («потому что ей было суждено принести людям истинное изображение Спасителя») при крещении перед смертью.